# Nedstrand
Nedstrand est une localité du comté de Rogaland, en Norvège. Le village se trouve sur la côte sud-est de la péninsule de Nedstrand, au confluent du Nedstrandsfjorden et du Vindafjorden. Le village de Hindaråvåg se trouve juste à l’ouest de Nedstrand, et l’église de Nedstrand s’y trouve. Le village a une superficie de 0,34 kilomètre carré (84 acres) et une population (en 2019) de 227 habitants, d’où une densité de population de 668 habitants par kilomètre carré.
Le village est un arrêt de ferry régulier sur les routes vers les îles Sjernarøyane (à travers le Nedstrandsfjorden) et vers Hebnes (à travers le Vindafjorden). Ces deux arrêts ont d’autres connexions dans toute la région.
La région faisait historiquement partie de la municipalité de Nedstrand, et était un bureau de douane régional pour l’énorme industrie du bois dans le district de Ryfylke. Aujourd’hui, la région vit de l’agriculture, la pisciculture, les vergers et les carrières de pierre.
En 1983, la plate-forme pétrolière Alexander L. Kielland a été sabordée dans le Nedstrandsfjorden après avoir chaviré en mer du Nord en 1980, tuant 123 personnes.